# Scopula eurhythma
Scopula eurhythma là một loài bướm đêm trong họ Geometridae.